# Aynsley Dunbar Retaliation
The Aynsley Dunbar Retaliation war die Band des Schlagzeugers Aynsley Dunbar. Ihr Schwerpunkt war Bluesrock.

## Bandgeschichte
Nach Mitarbeit in anderen Bands, unter anderen auch bei John Mayall’s Bluesbreakers, gründete Aynsley Dunbar mit Victor Brox 1967 diese Gruppe. Nach vier Alben, produziert unter anderem von John Mayall, löste sich die Band auf.

## Diskografie

### Alben
- Aynsley Dunbar Retaliation (1968)
- Doctor Dunbar´s Prescription (1969)
- To Mum from Aynsley & The Boys (1969)
- Remains to be Heard (1970)